# Moja ukochana (album)
Moja ukochana – szósty album zespołu Chanel wydany w czerwcu 2011 roku. Ukazał się pod szyldem wydawnictwa Sun Music. 

## Spis utworów
1. "Moja ukochana"
2. "Brak Twych ust"
3. "Serca posłuchaj"
4. "Usta"
5. "Luśka"
6. "Majka"
7. "Bo ja chcę Ciebie mieć"
8. "W karnawale"
9. "Nadzieja"
10. "Ruda"
11. "Wszystkie noce"
12. "Helka"
13. "Moja ukochana" (Jam.Boxx remix)
14. "Helka"(Maxi version)
15. "In the mix Chanel 2011"

BONUS:
1. "Moja Ukochana" (teledysk)
2. "Usta" (teledysk)